# Port of Miami (album)
Port of Miami este albumul de debut al rapperului Rick Ross. Numele albumului face referire la portul Miami ca fiind o destinție principală pentru transporturile de cocaină din SUA. Pe tot parcursul albumului, Ross face frecvente referiri la fosta sa activitate, aceea de dealer de cocaină. Albumul a fost lansat pe data de 8 august 2006. Primul single extras de pe album a fost „Hustlin”, care a primit o foarte mare atenție din partea publicului. Există și un remix oficial, făcut alături de Jay-Z și Young Jeezy.  Al doiela single extras de pe album a fost „Push It”, fiind un cântec produs de J. R. Rotem.  Acest cântec are sample-uri din „Push It To The Limit” un soundtrack din filmul clasic Scarface.

## Ordinea pieselor
| #   | Titlu                                                                 | Durată |
| --- | --------------------------------------------------------------------- | ------ |
| 1.  | „Intro”                                                               | 0:23   |
| 2.  | „Push It” (feat Paul Engemann) (Produsă de J. R. Rotem)               | 3:28   |
| 3.  | „Blow” (feat Dre) (Produsă de Cool and Dre)                           | 4:10   |
| 4.  | „Hustlin'” (Produsă de The Runners)                                   | 4:14   |
| 5.  | „Cross That Line ]]” (feat Akon) (Produsă de Akon)                    | 4:33   |
| 6.  | „I'm Bad”                                                             | 3:53   |
| 7.  | „Boss” (feat Dre) (Produsă de Cool and Dre)                           | 4:40   |
| 8.  | „For Da Low” (Produsă de Jazze Pha)                                   | 4:20   |
| 9.  | „Where My Money (I Need That)” (Produsă de The Runners)               | 4:31   |
| 10. | „Get Away” (feat Mario Winans) (Produsă de Mario Winans)              | 4:06   |
| 11. | „Hit U From The Back” (feat Rodney) (Produsă de The Runners)          | 5:05   |
| 12. | „White House” (Produsă de DJ Toomp)                                   | 4:00   |
| 13. | „Pots And Pans” (feat J Rock) (Produsă de J Rock)                     | 4:35   |
| 14. | „It's My Time” (feat Lyfe Jennings) (Produsă de The Runners)          | 4:15   |
| 15. | „Street Life” (feat Lloyd) (Produsă de Big Reese)                     | 4:07   |
| 16. | „Hustlin (Remix)” (feat Jay-Z & Young Jeezy) (Produsă de The Runners) | 4:44   |
| 17. | „It Ain't A Problem” (feat Carol City Cartel) (Produsă de J. Venom)   | 3:47   |
| 18. | „I'm A G” (feat Lil Wayne & Brisco) (Produsă de DJ Khaled)            | 4:15   |
| 19. | „Prayer” (Produsă de J Rock)                                          | 4:08   |

## Poziționarea albumului în topuri
Port of Miami a debutat ca numărul 1 în topul Billboard 200.
Poziția în top: 1, 7, 13, 22 și 26.

## Single-uri extrase din album
| Titlu      | Lansat        | Fața B | Certificare RIAA |
| ---------- | ------------- | ------ | ---------------- |
| „Hustlin'” | 25 iunie 2006 | -      |                  |
| „Push It”  | 2006          | -      |                  |